# Massacre de Iguala em 2014
O Massacre de Iguala ocorreu em 26 de setembro de 2014, quando 43 alunos da Escola Normal Rural Raúl Isidro Burgos em Ayotzinapa desapareceram na cidade de Iguala, Guerrero, no México. De acordo com relatórios oficiais, os estudantes tinham viajado para Iguala neste dia para realizar um protesto para o que consideravam práticas de contratação e financiamento discriminatórias por parte do governo. Em seu caminho até lá, a polícia localizou e interceptou o grupo e um confronto se seguiu. Detalhes do que aconteceu durante e após o confronto permanecem obscuros, mas a investigação oficial alega que uma vez que os alunos estavam na prisão, eles foram sequestrados por policiais e mortos por membros do cartel de narcotraficantes chamado "Guerreros Unidos" em um aterro sanitário na cidade vizinha de Cocula.
As autoridades mexicanas acreditam que o prefeito de Iguala, José Luis Abarca Velázquez, e sua esposa, María de los Ángeles Pineda Villa, foram os prováveis autores intelectuais do sequestro. Ambos se tornaram fugitivos após o incidente, juntamente com o chefe de polícia da cidade, Felipe Flores Velásquez. O casal foi preso cerca de um mês mais tarde, na Cidade do México. O sequestro em massa dos alunos rapidamente se tornou o maior escândalo político e de segurança pública que o presidente mexicano, Enrique Peña Nieto, havia enfrentado em sua administração. O caso levou ao surgimento de protestos em massa por todo o México, especialmente no estado de Guerrero e na Cidade do México, além de graves condenações por parte da comunidade internacional.